# 江尼茶卡
江尼茶卡（藏語：རྐྱང་གཉིས་ཚྭ་ཁ，威利转写：rkyang gnyis tshwa kha，THL：Kyangnyi Tsakha）位于中国西藏自治区那曲市尼玛县境内，地处尼玛县北部，可可西里山西段南麓的山间盆地内。湖面海拔4784米，面积38.5平方公里。湖区气候寒冷干燥，年均气温-6～-4℃，年均降水量100～150毫米。湖水主要依靠地表径流补给，集水区面积8032.8平方公里，补给系数208.6。